# Hunt the Wumpus
Hunt the Wumpus ist ein frühes, textbasiertes Computerspiel von Gregory Yob aus dem Jahr 1972. Das (oder der) Wumpus ist ein fiktives Monster, das in einem Labyrinth von Höhlen und Gängen lebt. Der Spieler muss sich im Textmodus durch die mit Fallen versehenen Höhlen navigieren und durch Auswahl einer Handvoll Optionen versuchen, das Wumpus zur Strecke zu bringen, bevor es ihn selbst verspeist. Als zusätzliche Hindernisse außer dem Wumpus gibt es noch ein bodenloses Loch und den Spieler teleportierende Fledermäuse.
Das Spiel wurde ursprünglich an der University of Massachusetts entwickelt. Später schrieb Ken Thompson eine weitere Textversion, weswegen er auch fälschlicherweise als Erfinder genannt wird. Wumpus ist auf vielen Systemen programmiert und umgesetzt worden. Es ist unter anderem Bestandteil der BSD-Games für UNIX und Linux.
1980 hat Texas Instruments für seinen Home-Computer TI-99/4A einen grafischen Klon herausgebracht. Bereits 1977 gab es eine grafische Version, die auf dem Telefunken-Großrechner TR 440 lief, geschrieben in LISP; zur Anzeige wurde das Vektorgrafik-Terminal SIG 100 benutzt.
Mit der Jagd auf den Wampus befindet sich in M.U.L.E. eine Anspielung.